# Cochrane, Wisconsin
Cochrane är en ort (village) i Buffalo County i delstaten Wisconsin i USA. Enligt 2010 års folkräkning hade Cochrane 450 invånare.